# Paropsia guineensis
Paropsia guineensis là một loài thực vật có hoa trong họ Lạc tiên. Loài này được Oliv. mô tả khoa học đầu tiên năm 1865.